# 毛德角
毛德角（英語：Cape Maude）是南極洲的海岬，位於沙克爾頓海岸，處於霍蘭山脈的沃恩角東端，由英國的探險隊發現，現時由南極條約體系管理。

## 外部連結
. . United States Geological Survey.   [2013-08-29].
83°9′S 168°25′E / 83.150°S 168.417°E